# 5942 Denzilrobert
5942 Denzilrobert è un asteroide della fascia principale. Scoperto nel 1983, presenta un'orbita caratterizzata da un semiasse maggiore pari a 3,0262161 au e da un'eccentricità di 0,1318040, inclinata di 11,11077° rispetto all'eclittica.
L'asteroide è dedicato a Denzil Marley e Robert Behymer, i padri dei due scopritori.